# Obligation assimilable du Trésor
 (juillet 2021).
Les obligations assimilables du Trésor (OAT) sont des emprunts d'État français, émis pour une durée de 2 ans minimum et 50 ans maximum. Leur crédit est celui de l’État. Il s'agit donc de titres de dette de l'État.

## Principe
La première OAT a été émise en mai 1985, quand Pierre Bérégovoy était ministre des Finances. L'État se donnait les moyens de réémettre, en plusieurs tranches successives, un emprunt aux mêmes caractéristiques, ou souche, portant une date d'échéance donnée et un taux nominal donné, constituant ainsi une dette négociable répartie sur un plus petit nombre d'émissions dotée chacune d'un encours beaucoup plus important que les emprunts d'État classiques. À l'époque, les emprunts des États souverains étaient émis en une seule fois, et seul le Trésor américain avait la capacité d'émettre des titres d'un encours suffisamment important pour qu'ils soient liquides. Par cette méthode, un emprunteur de taille moyenne, comme la France, pouvait créer des titres d'une liquidité suffisante pour inciter des investisseurs institutionnels américains, notamment, à en prendre en portefeuille.
L'inscription de cette dette dans les documents budgétaires se fait en deux parties : les intérêts seront inscrits dans les frais de fonctionnement tandis que le capital, lui, figurera dans les fonds d'investissement.
La technique de l'assimilation (en anglais : reopening, « la réouverture ») a depuis été adoptée par la plupart des États de l'OCDE émetteurs d'obligations, généralement, à l'imitation du Trésor français, de manière systématique.
Les OAT sont soit à :
- taux fixe et de capitalisation (zéro-coupon) (pour environ 1 364 milliards d'euros en septembre 2017) ;
- soit à taux indexé sur l'inflation en France (OATi) ou en zone euro (OAT€i) (196 milliards d'euros en septembre 2017) ;

## OAT à taux fixe
Le Trésor émet par adjudication des lignes à 10 ans ainsi que des lignes d'échéance plus éloignées. Devant la demande croissante en produits d'épargne-retraite que génère le vieillissement de la population dans les pays développés, le Trésor a émis sur des durées de plus en plus longues :
- en 1985, à 15 ans ;
- en 1987, à 25 ans ;
- en 1989, à 30 ans, plus long emprunt d'État européen à l'époque ;
- en 2005, à 50 ans, l'OAT 4 % d'échéance 25 avril 2055

Les OAT à taux fixe ont des encours qui peuvent aller, selon les lignes, de 4 à 45 milliards d'euros de nominal et avoisinent les 26 milliards d'euros en moyenne en 2017. Il en existe cinq séries principales, suivant que leur échéance tombe :  
- un 25 février
- un 25 avril
- un 25 mai
- un 25 octobre
- un 25 novembre

Depuis la première opération de démembrement de l'OAT 8,50 % 25 octobre 2019 qui a eu lieu le 12 juin 1991, les OAT à taux fixe sont démembrables (voir : France Trésor). La technique du démembrement a progressivement été étendue en 1994 à toutes les OAT. L'encours démembré représente 4,63 % du total des OAT à taux fixe à la fin du mois d'octobre 2017.

## OAT à taux variable
Au cours des années 1990, le Trésor a abandonné l'usage de plusieurs indices dont la popularité n'avait jamais réussi à franchir les frontières, comme le Taux moyen des bons du trésor (TMB) et le Taux moyen des emprunts d'état (TME) notamment, comme support d'OAT à taux variable. Il s'est recentré sur deux types d'indices facilement compréhensibles par les investisseurs internationaux :
- le TEC ou taux à échéance constante, inspiré des constant maturity swaps ; la première OAT à taux variable TEC 10 a été lancée en 1996.
- l'inflation : la première OAT indexée sur l'indice des prix français, dite OATi, a été émise en septembre 1998. En octobre 2001, le Trésor a créé le premier emprunt indexé sur l'indice des prix de la zone euro : l'OAT€i.

## OAT Verte
L' Agence France Trésor (AFT) a émis en janvier 2017 la première émission souveraine verte française d’une maturité de 22 ans, l’OAT verte 1,75 % 25 juin 2039, pour un montant de 7 milliards d’euros. La France a été le premier État au monde à émettre un emprunt vert pour une taille de référence[réf. souhaitée].